# روناوگ آلتن
روناوگ آلتن (انگلیسی: Rønnaug Alten; ۹ فوریهٔ ۱۹۱۰ – ۲۰ ژانویهٔ ۲۰۰۱) هنرپیشه اهل نروژ بود.